# Teruo (Vorname)
Teruo ist ein männlicher japanischer Vorname.
Je nach Kanji-Zeichen kann er unter anderem so viel wie erleuchteter Mensch, erleuchtet leben oder männlicher Glanz bedeuten.

## Bekannte Namensträger
- Teruo Higa (* 1941), japanischer Professor für Gartenbau
- Teruo Kono (1934–2000), japanischer Wadō-Ryū-Karate-Meister
- Teruo Murakami (1938–2013), japanischer Tischtennisspieler
- Teruo Nakamura (1919–1979), Soldat der Kaiserlich Japanischen Armee

Siehe auch:
- (5924) Teruo, Asteroid des Hauptgürtels